# توبي ستيفنسون
توبي ستيفنسون (بالإنجليزية: Toby Stevenson)‏ هو منافس ألعاب قوى أمريكي، ولد في 19 نوفمبر 1976 في أوديسا في الولايات المتحدة.

## وصلات خارجية
- توبي ستيفنسون على موقع الاتحاد الدولي لألعاب القوى (الإنجليزية)
- توبي ستيفنسون على موقع أوليمبيديا (الإنجليزية)
- توبي ستيفنسون على موقع اللجنة الأولمبية والبارالمبية الأمريكية (الإنجليزية)